# Dassault Falcon 2000
O Falcon 2000 é uma sofisticada aeronave bimotor executiva de médio porte e de alcance intercontinental, com motorização turbofan e com capacidade para transportar com muito conforto 10 ou 12 passageiros, dependendo da configuração adotada, fabricada na França a partir da década de 2000 pela Dassault Falcon, que utilizou como base o projeto do jato executivo trimotor Falcon 900, uma aeronave com aerodinâmica refinada e de grande alcance.

## Design e desenvolvimento
A construção das asas enflechadas de perfil supercrítico e da espaçosa fuselagem do Falcon 2000 é convencional em alumínio e ligas metálicas. O fabricante francês Dassault foi um dos pioneiros na introdução do perfil supercrítico de asas em jatos executivos na década de 1970. A Dassault Falcon é um dos mais tradicionais e respeitados fabricantes de jatos executivos do mundo.
Jatos executivos com asas de perfil supercrítico não precisam de pistas de pouso muito longas para pousar e decolar normalmente, em segurança. Dentro de padrões normais, com cabine lotada de passageiros, dias quentes e tanques cheios o Falcon 2000 pousa e decola em pistas de pouso pavimentadas com menos de 2.000 metros de comprimento. Tudo isso sem abrir mão da alta velocidade de cruzeiro.
O Falcon 2000 foi projetado e desenvolvido pela Dassault a partir da década de 2000 para atender clientes de altíssimo poder aquisitivo, principalmente empresários e executivos norte-americanos e europeus que precisavam de um modelo de aeronave de grande alcance, porém com uma mudança radical em relação aos demais modelos da linha de produtos do fabricante Dassault, a redução do número de motores, de três para dois.
A Dassault Falcon é o único grande fabricante de jatos executivos que vende bem trimotores de alta performance, o fabricante argumenta que consegue vender bem trimotores porque o uso de três motores possibilita o aumento do TBO (tempo entre revisões) dos motores turbofans.
Porém, a tendência mundial no mercado de jatos executivos e comerciais é a redução do número de motores. O bimotor Dassault Falcon 2000 foi criado pela Dassault justamente para atender clientes dispostos a viajar por longas distâncias somente em bimotores. O Falcon 2000EX é a versão com alcance melhorado do Falcon 2000.
O Falcon 2000LX é outra versão melhorada lançada há poucos anos, com alcance ainda maior, e impressiona observadores e usuários pelo tamanho, pelo conforto, pela elevada sofisticação dos sistemas hidráulico, elétrico, mecânico e eletrônico e pelo alcance de cerca de 6.700 quilômetros ( lotado / 75% potência / com reservas).

## Mercado
O Falcon 2000 e o Falcon 2000EX, lançados nas décadas de 1990 e 2000, respectivamente, competem diretamente com os sofisticados jatos executivos Cessna Citation X, Cessna Citation Sovereign, Embraer Legacy 600, Gulfstream G200 e Gulfstream G280, Embraer Legacy 650, Bombardier Learjet 85, Citation Longitude, Bombardier Challenger 300, Beechcraft Hawker 4000, Beechcraft Hawker 800 e Embraer Legacy 500.
Por cerca de US$ 28 milhões (novo), a Dassault Falcon oferece ao seu exigente cliente o Falcon 2000S, outra versão do Falcon 2000, com o que existe de mais avançado em aviônicos e itens de conforto, como um toalete para tripulantes e passageiros , acesso via satélite a Internet, telefone por satélite, fax, forno de microondas, forno elétrico, refrigerador para bebidas, cd player e DVD player, guarda-roupas compacto, etc.
Todas essas facilidades e conveniências podem ser utilizadas e acessadas por tempo indeterminado e com a aeronave ainda no solo, com os motores desligados, incluindo o sistema de ar-condicionado alimentado pela eletricidade gerada pela APU (Auxiliary Power Unit), uma unidade independente fornecedora de energia.
A Dassault Falcon tem mais de 40 anos de experiência na fabricação de jatos executivos, a família Falcon (incluindo os modelos Falcon 50, Falcon 900, Falcon 2000 e Falcon 7X, entre outros) é um dos maiores sucessos da aviação executiva mundial, com mais de 1.600 unidades vendidas.
O Falcon 2000 é um dos jatos executivos mais vendidos do mundo, mais de 200 unidades foram fabricadas.
A Dassault Falcon é uma subsidiária do Grupo Dassault, um dos maiores conglomerados da França, que fabrica aeronaves civis e militares, equipamentos eletrônicos para indústria aeroespacial, satélites, simuladores de voo profissionais, softwares para uso na indústria, imobiliária, e atua também nas áreas de mídia e esportes, com o jornal Le Figaro e a equipe de futebol Nantes.

## Ficha técnica
Falcon 2000
- Comprimento: Aprox. 20 metros;
- Capacidade: 10 ou 12 passageiros;
- Peso máximo decolagem: Aprox. 16.350 kg;
- Velocidade de cruzeiro: Aprox. 830 km / h;
- Alcance: Aprox. 5.000 quilômetros (lotado / 75% potência / com reservas);
- Motorização (potência / empuxo): 2 X General Electric CFE738 (5.918 libras / cada);
- Pista de pouso: Aprox. 1.850 metros (lotado / dias quentes / tanques cheios);
- Teto de serviço: Aprox. 14.000 metros;
- Consumo médio (QAV): Aprox. 1.200 litros / hora (lotado / 75% potência);
- Consumo médio (QAV): Aprox. 0,12 litro / passageiro / km voado;

Falcon 2000 EX
- Comprimento: Aprox. 20 metros;
- Capacidade: 10 ou 12 passageiros;
- Peso máximo decolagem: Aprox. 18.500 kg;
- Velocidade de cruzeiro: Aprox. 850 km / h;
- Alcance: Aprox. 6.000 quilômetros (lotado / 75% potência / com reservas);
- Motorização (potência / empuxo): 2 X Pratt & Whitney PW308 (7.000 libras / cada);
- Pista de pouso: Aprox. 1.999 metros (lotado / dias quentes / tanques cheios);
- Teto de serviço: Aprox. 14.000 metros;
- Consumo médio (QAV): Aprox. 1.200 litros / hora (lotado / 75% potência);
- Consumo médio (QAV): Aprox. 0,12 litro / passageiro / km voado;